# Antenne Bayern
Antenne Bayern est une radio privée allemande du Land de Bavière.

## Histoire
Auparavant, du second semestre 1985 au 30 septembre 1987, Radio 1 émet sur Munich avec comme présentateur Stephan Lehmann (de).
Le concept de radio privée en Bavière est pensé au moment de la désignation d'une seconde radio émettant sur tout le Land. L'actionnaire principal d'Antenne Bayern rachète Radio 1 pour avoir déjà une radio d'expérience et améliorer sa position. L'attribution est partagée entre Antenne Bayern et B5 aktuell.
À l'origine, Antenne Bayern devait s'appeler Radio Bayern. Cependant ce nom-ci n'est pas retenu pour éviter la confusion avec Bayerischer Rundfunk et un éventuel procès. Le 5 septembre 1988, la station émet sur 26 fréquences FM un programme complet de 24 heures pour la première fois.
En août 2005, Antenne Bayern est accusé de publicité indirecte au profit de Musicload (de), une filiale de T-Online. Les animateurs appelaient à télécharger des chansons par ce site. Ces interventions n'étaient pas qualifiés de publicité. Devant la violation de la politique sur la publicité, l'autorité de contrôle médiatique de Bavière convoque la radio. La station répond à la convocation et prend position. Par la suite, la publicité est faite autrement. Au lieu de mentionner le nom de la filiale de T-Online, les animateurs renvoient sur le site Internet de la radio.
En février 2013, Antenne Bayern est à nouveau accusé de publicité indirecte. Lors de l'animation d'un jeu, on fait toujours référence à un certain smartphone.

## Programme
Antenne Bayern propose un programme complet en destionation d'un public adulte contemporain avec de la musique, de l'information, du divertissement et des services.
La musique est principalement une sélection de titres connus de musique rock et pop des années 1980 et 1990. Toutes les demi-heures, un point est fait sur la météo et le trafic automobile. Par ailleurs, Antenne Bayern diffuse des comédies comme Die Nullingers ou Der kleine Nils.

## Audience
Selon  Media-Analyse en 2014, la station est écoutée par 4,2 millions de personnes par jour et 1 351 000 auditeurs de 6 h à 18 h, du lundi au vendredi. Antenne Bayern est selon cette enquête la plus importante station de radio en Allemagne.

## Actionnaires
Les principaux actionnaires sont:
- m.b.t. Mediengesellschaft der bayerischen Tageszeitungen für Kabelkommunikation mbH & Co. Bayernprogramm KG (24,9 %)
- Axel Springer Verlag (16 %)
- Hubert Burda Media GmbH (16 %)
- UFA (de)-Radioprogrammgesellschaft Bayern mbH (filiale de RTL Group) (16 %)
- Studio Gong (7 %)
- Medienpool GmbH (propriété de Helmut Markwort) (7 %)
- Radio Bavaria Rundfunkprogrammgesellschaft mbH (7 %)
- Amperwelle Studio München Programmanbietergesellschaft mbH (6,1 %)

Antenne Bayern est la propriétaire de la radio bavaroise Rock Antenne (de) à 100%.

## Diffusion
Antenne Bayern est diffusée sur 43 fréquences FM : de 92.6 (émetteur de Pfaffenhofen) à 107.7 (émetteur de Hochries) dans toute la Bavière, mais aussi une partie de la Hesse, de la Thuringe, de la Saxe, du Bade-Wurtemberg, de la Rhénanie-Palatinat, ainsi que de l'Autriche, de la Suisse et de la République Tchèque.

### Source de la traduction
- (de) Cet article est partiellement ou en totalité issu de l’article de Wikipédia en allemand intitulé « Antenne Bayern » (voir la liste des auteurs).